# Damien Traille
Damien Traille (ur. 12 czerwca 1979 w Pau) – francuski rugbysta, występujący na pozycji środkowego ataku w zespole Biarritz oraz we francuskiej drużynie narodowej.
W drużynie narodowej debiutował 10 listopada 2001 w meczu z RPA na Stade de France. Z reprezentacją zwyciężał w Pucharze Sześciu Narodów w latach: 2002, 2004 i 2006. W turnieju w 2003 zaliczył cztery przyłożenia. W Pucharze Świata w latach 2003 i 2007 zajmował czwarte miejsce, natomiast w 2011 zdobył srebrny medal.
Z zespołem Section Paloise zwyciężył w sezonie 1999/2000 w Pucharze Challenge. Z Biarritz Olympique triumfował w Top 14 w sezonach 2004/2005 i 2005/2006.